# 抜き射ち二挺拳銃
『抜き射ち二挺拳銃』（ぬきうちにちょうけんじゅう、The Duel at Silver Creek）は1952年のアメリカ合衆国の西部劇映画。ドン・シーゲル監督の作品で、出演はオーディ・マーフィ、フェイス・ドマーグ、スティーヴン・マクナリーなど。

## キャスト
※括弧内は日本語吹替（テレビ版）
- ルーク・クロムウェル / シルバー・キッド：オーディ・マーフィ（愛川欽也）
- オパール・レイシー：フェイス・ドマーグ（瀬能礼子）
- タイロン保安官：スティーヴン・マクナリー（英語版）（小林修）
- ダスティ・ファーゴ：スーザン・キャボット（鈴木弘子）
- ロッド・レイシー：ジェラルド・モーア
- ジョニー・ソンブレロ：ユージン・イグレシアス
- ラット・フェイス・ブレイク：カイル・ジェームズ
- ピート・ファーゴ：ウォルター・サンド
- ティンホーン・バージェス：リー・マーヴィン
- ジム・ライアン：ジョージ・エルドリッジ

## スタッフ
- 監督：ドン・シーゲル
- 製作：レオナルド・ゴールドスタイン
- 脚本：ジェラルド・ドレイソン・アダムズ、ジョセフ・ホフマン
- 原案：ジェラルド・ドレイソン・アダムズ
- 撮影：アーヴィング・グラスバーグ
- 編集：ラッセル・F・シェーンガース
- 音楽監督：ジョセフ・ガーシェンソン